# Quim Monzó

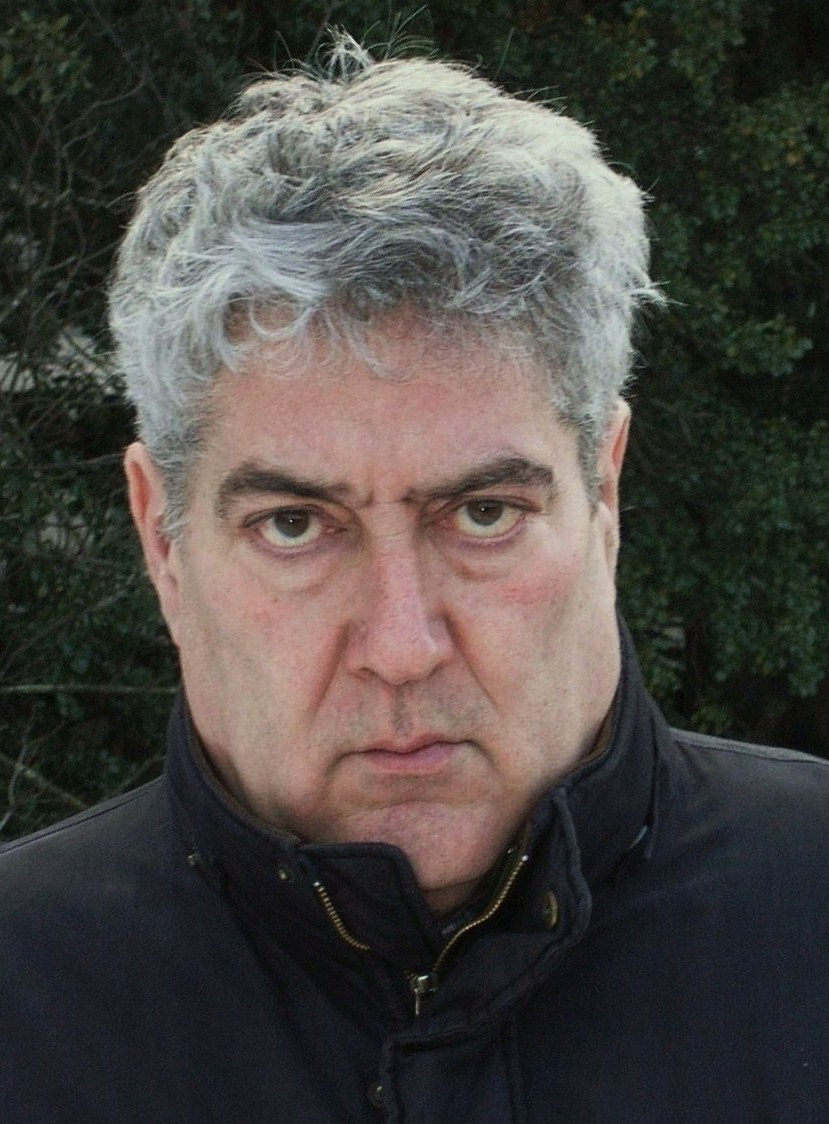
Quim Monzó

Quim Monzó, född 1952 i Barcelona, Katalonien, är en spansk (katalansk) författare och journalist. Monzó skriver främst texter på katalanska, och han har i Spanien introducerat en urban prosa med svart humor och med inslag av både surrealism och dirty realism.

## Biografi
I början av 1970-talet skrev Monzó reportage om Vietnam, Kambodja, Nordirland och länderna i östra Afrika för tidningar i Barcelona. Han har senare skrivit artiklar om Prag och Bukarest under kommunismens fall, om presidentvalen i USA och om Israel under den andra intifadan. Hans tidningsartiklar och hans berättelser är fulla av ironi. En av hans artikelsamlingar Catorze ciutats comptant-hi Brooklyn (Fjorton städer, inklusive Brooklyn), är anmärkningsvärd för sin beskrivning av New York under dagarna efter 11 september. År 2007 fick han i uppdrag att hålla invigningsanförandet på bokmässan i Frankfurt (Tyskland), dit den katalanska kulturen hade bjudits in. Han skriver en välläst kolumn i den spanska tidningen La Vanguardia.
I hans bok El millor dels mons (Den bästa av världar) ingår en tillspetsad berättelse om en författares sjukliga strävan efter att få Nobelpriset i litteratur.

## Litterära verk
Quim Monzós första roman utkom 1976. I början av 1980-talet bodde han i New York med ett stipendium för att studera modern nordamerikansk litteratur. Han har ofta medverkat i radio och ibland på TV. Han skrev tillsammans med Cuca Canals dialogerna i filmen Jamón jamón av regissören Bigas Luna. Han har även skrivit en teaterpjäs: El tango de Don Joan (Don Juans tango) med Jérôme Savary.
Han har publicerat romaner, novellsamlingar och artikelsamlingar. Hans böcker har översatts till fler än 20 språk. Han har mottagit flera pris: Prudenci Bertranas Pris för romaner, El Temps Pris för romaner, Barcelona Stads Pris för romaner, Lletra d'Or Pris, Maria Àngels Anglada Pris, Katalanska Nationella Litteraturpriset och fyra gånger Serra d'Or Kritikerpriset.

## Böcker som har översatts till skandinaviska språk

### Till svenska
- 1990 Huset med reservoarpennan.

Stockholm: Alfabeta Bokförlag. Översättning av Kerstin Cardelús. ISBN 91-7712-247-X
- 1992 Den magnifika tragedin (Tragediens omfattning).

Stockholm: Alfabeta Bokförlag. Översättning av Miguel Ibáñes. ISBN 91-7712-314-X
- 2014 Tusen dårar.

Stockholm: Sadura Förlag. Översättning av Maria Cederroth. ISBN 9789187641091

### Till norska
- 2002 Guadalajara. Oslo: Solum Forlag. Översättning av Cillie Motzfeldt Tirach. ISBN 82-560-1369-9

## Böcker på katalanska

### Romaner och berättelser
- 1976: L'udol del griso al caire de les clavegueres
- 1977: Self Service,  i samarbete med Biel Mesquida.
- 1978: Uf, va dir ell
- 1980: Olivetti, Moulinex, Chaffoteaux et Maury
- 1983: Benzina
- 1985: L'illa de Maians
- 1989: La magnitud de la tragèdia
- 1993: El perquè de tot plegat
- 1996: Guadalajara
- 1999: Vuitanta-sis contes
- 2001: El millor dels mons
- 2003: Tres Nadals
- 2007: Mil cretins

### Artikelsamlingar
- 1984: El dia del senyor
- 1987: Zzzzzzzz
- 1990: La maleta turca
- 1991: Hotel Intercontinental
- 1994: No plantaré cap arbre
- 1998: Del tot indefens davant dels hostils imperis alienígenes
- 2000: Tot és mentida
- 2003: El tema del tema
- 2004: Catorze ciutats comptant-hi Brooklyn
- 2010: Esplendor i glòria de la Internacional Papanates